# Gnima Touré
Pour les articles homonymes, voir Touré.
Gnima Touré, née le 27 août 1975, est une athlète sénégalaise, pratiquant les courses de haies.

## Carrière
Gnima Touré est médaillée d'argent du relais 4 × 400 mètres aux Championnats d'Afrique de 1998 à Dakar puis médaillée d'argent du 400 mètres haies aux Championnats d'Afrique d'athlétisme 2000 à Alger.